# Victoria Park (park i Hongkong)
Victoria Park (kinesiska: 維多利亞公園) är en park i Hongkong (Kina). Den ligger i den centrala delen av Hongkong. Victoria Park ligger 6 meter över havet.
Terrängen runt Victoria Park är lite kuperad.  Centrala Hongkong ligger 3,2 km väster om Victoria Park. I omgivningarna runt Victoria Park växer i huvudsak städsegrön lövskog.